# Ярунд, Никлас
Ни́клас Я́рунд (норв. Niclas Järund, швед. Niklas Järund; род. 14 января 1962) — шведский, с 1990 норвежский кёрлингист и тренер по кёрлингу.

## Достижения
- Чемпионат мира по кёрлингу среди мужчин: бронза (1991).
- Чемпионат Европы по кёрлингу: золото (1993), бронза (1990, 1998).
- Чемпионат Норвегии по кёрлингу среди мужчин: золото (1990, 1991).
- Чемпионат мира по кёрлингу среди юниоров: золото (1982).
- Чемпионат Швеции по кёрлингу среди юниоров: золото (1982, 1983)

- «Команда всех звёзд» (англ. All-Star Team) чемпионата мира среди юниоров: 1982, 1983.

## Команды
| Сезон    | Четвёртый         | Третий              | Второй              | Первый               | Запасной                                 | Турниры                       |
| -------- | ----------------- | ------------------- | ------------------- | -------------------- | ---------------------------------------- | ----------------------------- |
| Швеция   |                   |                     |                     |                      |                                          |                               |
| 1981—82  | Сёрен Гран        | Никлас Ярунд        | Хенрик Хольмберг    | Anders Svennerstedt  |                                          | ЧШЮ 1982 · ЧМЮ 1982           |
| 1981—82  | Сёрен Гран        | Конни Эстлунд       | Никлас Ярунд        | Тони Энг             |                                          | ЧМ 1982 (4 место)             |
| 1982—83  | Сёрен Гран        | Никлас Ярунд        | Хенрик Хольмберг    | Anders Svennerstedt  |                                          | ЧШЮ 1983 · ЧМЮ 1983 (7 место) |
| Норвегия |                   |                     |                     |                      |                                          |                               |
| 1989—90  | Эйгиль Рамсфьелл  | Шур Лоэн            | Никлас Ярунд        | Мортен Скёуг         | Флемминг Давангер                        | ЧМ 1990 (5 место)             |
| 1990—91  | Эйгиль Рамсфьелл  | Шур Лоэн            | Никлас Ярунд        | Мортен Скёуг         | Дагфинн Лоэн (ЧМ)                        | ЧЕ 1990 · ЧМ 1991             |
| 1992—93  | Эйгиль Рамсфьелл  | Шур Лоэн            | Никлас Ярунд        | Бент Онунн Рамсфьелл |                                          | ЧЕ 1992 (9 место)             |
| 1993—94  | Эйгиль Рамсфьелл  | Шур Лоэн            | Дагфинн Лоэн        | Никлас Ярунд         | Эспен де Ланге тренер: Thoralf Hognestad | ЧЕ 1993                       |
| 1996—97  | Тормод Андреассен | Стиг-Арне Гуннестад | Никлас Ярунд        | Челль Берг           | Флемминг Давангер                        | ЧЕ 1996 (6 место)             |
| 1998—99  | Тормод Андреассен | Никлас Ярунд        | Стиг-Арне Гуннестад | Челль Берг           | Stig Høiberg                             | ЧЕ 1998                       |
| 2004—05  | Тормод Андреассен | Hans Nyman          | Никлас Ярунд        | Erik Salen           |                                          |                               |

(скипы выделены полужирным шрифтом)

## Результаты как тренера национальных сборных
| Год  | Турнир                            | Сборная  | Место |
| ---- | --------------------------------- | -------- | ----- |
| 1994 | Чемпионат Европы по кёрлингу 1994 | Норвегия | 3     |